# 鲤城区

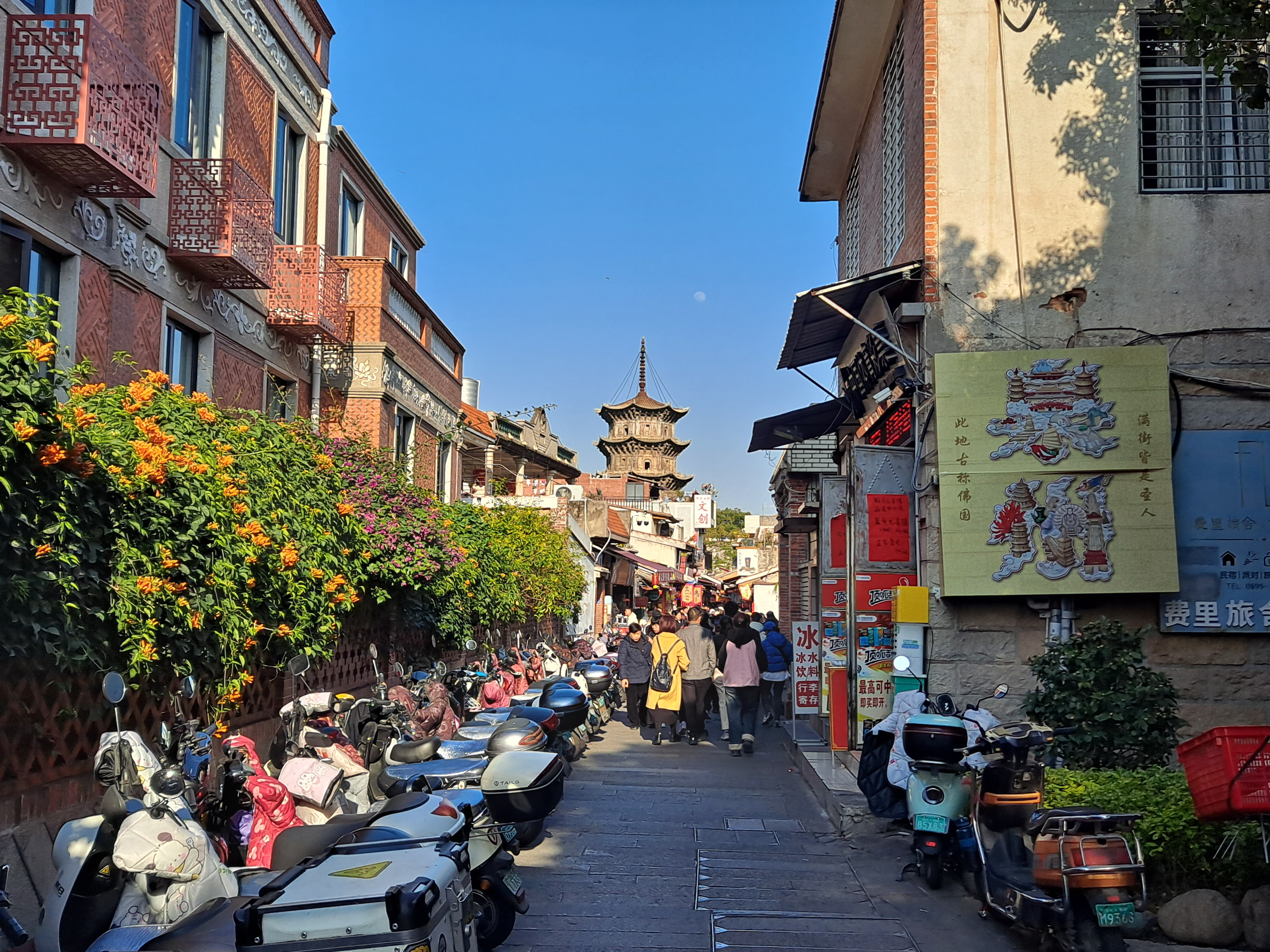
泉州鲤城区

鲤城区，雅稱刺桐、瑞桐、溫陵，古称晋江，是中华人民共和国福建省泉州市下辖的一个市辖区、鯉城區是泉州市中心城區之一，是古代泉州府城所在地，因古城形似鯉魚得名。位於晉江下游的泉州平原，東、北鄰豐澤區，西、北毗南安市，西、南與晉江市交界，區政府駐迎宾大道。

## 历史
当地古属泉州府晋江县。
1951年1月，析晋江县核心区域设县级泉州市。
1955年设立晋江专区，后改晋江地区，大部分区域为现今地级泉州市的前身。
1985年5月14日，晋江专区改设地级泉州市，原县级泉州市改设鲤城区和郊区；同年12月23日，撤销郊区，其辖区转划鲤城区。
1997年，析鲤城区为鲤城区、丰泽区、洛江区三区。

## 行政区划
鲤城区下辖8个街道办事处：
海滨街道、临江街道、鲤中街道、开元街道、浮桥街道、江南街道、金龙街道、常泰街道和清濛经济开发区。

## 人口
根據第七次全国人口普查數據，截至2020年11月1日零時，鯉城區常住人口為396112人。

## 经济
鲤城区工业的三大支柱产业是纺织鞋服、机械汽配、电子通信。拥有年产值超亿元工业企业72家，其中超10亿元企业16家。全区拥有高新技术企业145家，省级科技小巨人企业27家，科技型中小企业91家，市级以上众创空间13家、科技企业孵化器5家。

## 文化
鲤城区的闽南传统民居营造技艺被列入国家级非物质文化遗产名录。

## 著名廟宇與佛寺
- 開元寺
- 承天寺
- 泉州天后宮
- 通淮關岳廟
- 泉州富美宮
- 花橋慈濟宮
- 泉州府文廟

## 重大事件
2020年3月7日，鲤城区常泰街道南环路的欣佳快捷酒店发生坍塌，共导致29人死亡。